# Корчагин, Николай Яковлевич
Николай Яковлевич Корчагин (26.10.1930 — 30.03.2018) — механизатор колхоза «Путь к коммунизму» Ейского района Краснодарского края. Герой Социалистического Труда.

## Биография
Родился 26 октября 1930 года в селе Донская Негачевка, ныне Хлевенского района Липецкой области, в семье крестьянина. Русский.
В 1939 году семья переехала на Кубань и поселилась в колхозе «2-я пятилетка» Ейского района. Николай Корчагин начал трудовую деятельность с 12-летнего возраста разнорабочим местного колхоза.
После окончания курсов трактористов в 1948 году работал механизатором. С 1951 по 1954 год проходил военную службу в Советской Армии, затем вернулся в колхоз и продолжил работать механизатором широкого профиля.
Николай Яковлевич трудился на комбайне и тракторах всех типов, вскоре вышел в число передовых механизаторов района, в 1973 году был награждён орденом Ленина.
Указом Президиума Верховного Совета СССР от 12 апреля 1979 года за выдающиеся успехи, достигнутые в производстве и продаже государству зерна и других продуктов земледелия в 1978 году, и высокие образцы трудового героизма Корчагину Николаю Яковлевичу присвоено звание Героя Социалистического Труда с вручением ордена Ленина и золотой медали «Серп и Молот».
Заслуженный работник сельского хозяйства Кубани (09.01.1996).
Жил в посёлке Комсомолец. Умер 30 марта 2018 года, похоронен в Ейском районе Краснодарского края.

## Награды
- Золотая медаль «Серп и Молот» (12.04.1979);
- Орден Ленина (07.12.1973)
- Орден Ленина (12.04.1979)
- орден Трудового Красного Знамени (15.12.1972)
- Медаль «За трудовую доблесть»
- Медаль «В ознаменование 100-летия со дня рождения Владимира Ильича Ленина» (6 апреля 1970)
- и другими

## Память
- В Краснодаре установлена мемориальная доска с именами Героев Социалистического Труда Кубани и Адыгеи